# فريد موتوييتا
فريد موتوييتا (بالإنجليزية: Fred Muteweta) (مواليد 4 نوفمبر 1971) هو ملاكم أوغندي، مثّل بلاده في الألعاب الأولمبية الصيفية 1988.

## روابط خارجية
فريد موتوييتا على موقع بوكس ريك (الإنجليزية) (registration required)
- فريد موتوييتا على موقع اللجنة الأولمبية الدولية (الإنجليزية)
- فريد موتوييتا على موقع أوليمبيديا (الإنجليزية)
- فريد موتوييتا على موقع اتحاد ألعاب الكومنولث (مؤرشف) (الإنجليزية)